# حصان تحت الماء
حصان تحت سطح الماء Horse Under Water هي رواية تجسس للروائي الإنجليزي لين ديتون. وهي واحدة من روايات تجسس للمؤلف، بطلها عميل سري للمخابرات البريطانية.
تدور معظم أحداث الرواية في عام 1960 في قرية صيد صغيرة في البرتغال، في فترة حكم سالازار. احتفظت الرواية بنمط المؤامرات المتداخلة كما في الرواية التي سبقتها «ملف إيبكريس».